# Nadciśnienie naczyniowonerkowe

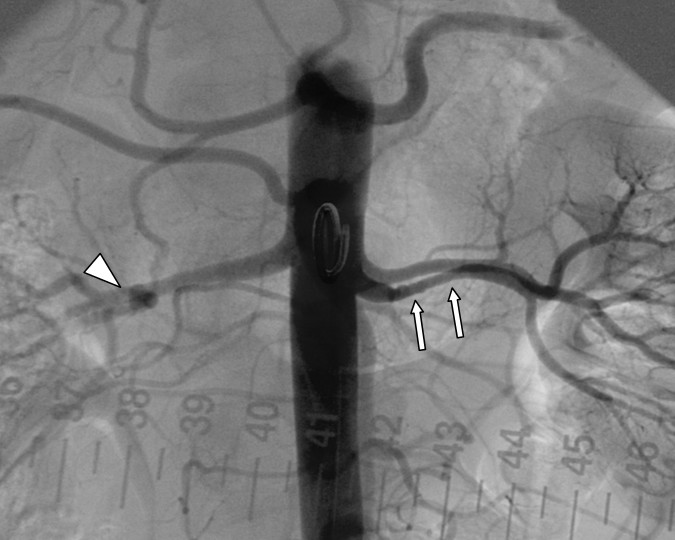
FMD dodatkowej lewej dolnej tętnicy nerkowej u 35-letniej kobiety z nadciśnieniem. Dwie strzałki wskazują zmieniony odcinek tętnicy; grot trzeciej strzałki pokazuje workowatego tętniaka prawej tętnicy nerkowej

Nadciśnienie naczyniowonerkowe, NNN – nadciśnienie tętnicze spowodowane przez niedokrwienie nerki i nadmierną aktywację układu renina–angiotensyna–aldosteron (RAA). Jest najczęstszą postacią nadciśnienia tętniczego wtórnego o potencjalnie odwracalnej przyczynie, odpowiadając za około 1–2% wszystkich przypadków nadciśnienia tętniczego. 

## Etiologia
Przyczynami nadciśnienia naczyniowonerkowego mogą być:
- miażdżyca
- dysplazja włóknisto-mięśniowa
- choroby zapalne tętnic
- tętniak
- zator
- pourazowe zamknięcie tętnicy segmentalnej
- przetoka tętniczo-żylna
- nerwiakowłókniakowatość
- torbiel nerki
- urazowe lub jatrogenne uszkodzenie tętnicy
- wrodzona hipoplazja nerki
- koarktacja aorty
- zwężenie tętnicy przeszczepionej nerki
- zatorowość cholesterolowa nerek
- ucisk przez guz, odnogę przepony, wrodzone pasmo włókniste, krwiak okołonerkowy, zwłóknienie zaotrzewnowe
- opadnięcie nerki[2].

## Patogeneza
Nerka na spadek przepływu krwi przez kłębuszki (spadek GFR) reaguje odruchowym skurczem tętniczki odprowadzającej (dzieje się tak w celu utrzymania prawidłowego GFR). W związku z tym dochodzi do aktywacji układu renina-angiotensyna-aldosteron. Wzrost wytwarzanej przez aparat przykłębuszkowy nerki reniny, powoduje zwiększenie przekształcania angiotensynogenu w angiotensynę I przez ten enzym. Angiotensyna I przez enzym konwertujący (ACE) zostaje przekształcona w silnie aktywną wazokonstrykcyjnie angiotensynę II. Ta z kolei powoduje wzrost skurczu naczyń obwodowych, proliferację komórek mięśni gładkich naczyń krwionośnych i wzrost syntezy aldosteronu. Funkcją aldosteronu jest podniesienie stężenia sodu i wody w organizmie, czyli wzrasta wolemia. Wzrost wolemii, w tym przypadku, jest jednoznaczny ze wzrostem obciążenia wstępnego (tzw. preload).

## Objawy i przebieg
Charakterystycznymi cechami nadciśnienia naczyniowonerkowego są nagły początek objawów, ciężki przebieg, trudność w leczeniu (nadciśnienie złośliwe), postępująca niewydolność nerek lub hipotrofia nerki o niewyjaśnionej przyczynie, wystąpienie nadciśnienia poniżej 30. roku życia, nawracający obrzęk płuc. W badaniu przedmiotowym stwierdza się niekiedy osłuchiwaniem szmer w nadbrzuszu lub śródbrzuszu. 

### Diagnostyka
Rozpoznanie stawiane jest na podstawie badań obrazowych nerek. Zwężenie może zostać uwidocznione w dotętniczej angiografii subtrakcyjnej, w USG duplex, w angio-TK lub angio-MR. W diagnostyce może być też pomocna scyntygrafia nerek lub cewnikowanie żył nerkowych.
W badaniach laboratoryjnych może występować hipokaliemia, białkomocz, hiperkreatynemia, zwiększona aktywność reninowa osocza i zmniejszony wskaźnik filtracji kłębuszkowej. 

## Leczenie
W leczeniu farmakologicznym stosowane są:
- inhibitory konwertazy angiotensyny, antagonisty receptora angiotensyny II (w jednostronnym zwężeniu tętnicy nerkowej, przeciwwskazane w zwężeniu tętnicy zaopatrującej jedyną nerkę)
- antagonisty kanału wapniowego
- leki beta-adrenolityczne
- tiazydy lub diuretyki tiazydopodobne
- statyny
- leki przeciwpłytkowe[2].

U pacjentów z obustronnym zwężeniem tętnic nerkowych albo ze zwężeniem tętnicy jedynej nerki stosowanie ACEI i sartanów jest przeciwwskazane, można stosować blokery kanału wapniowego i beta-blokery.

### Leczenie inwazyjne
Stosuje się następujące metody leczenia inwazyjnego nadciśnienia naczyniowonerkowego:
- przezskórna angioplastyka balonowa
- przezskórna angioplastyka połączona ze stentowaniem
- korekcja chirurgiczna zwężenia